# Jan Chrystian Schuch

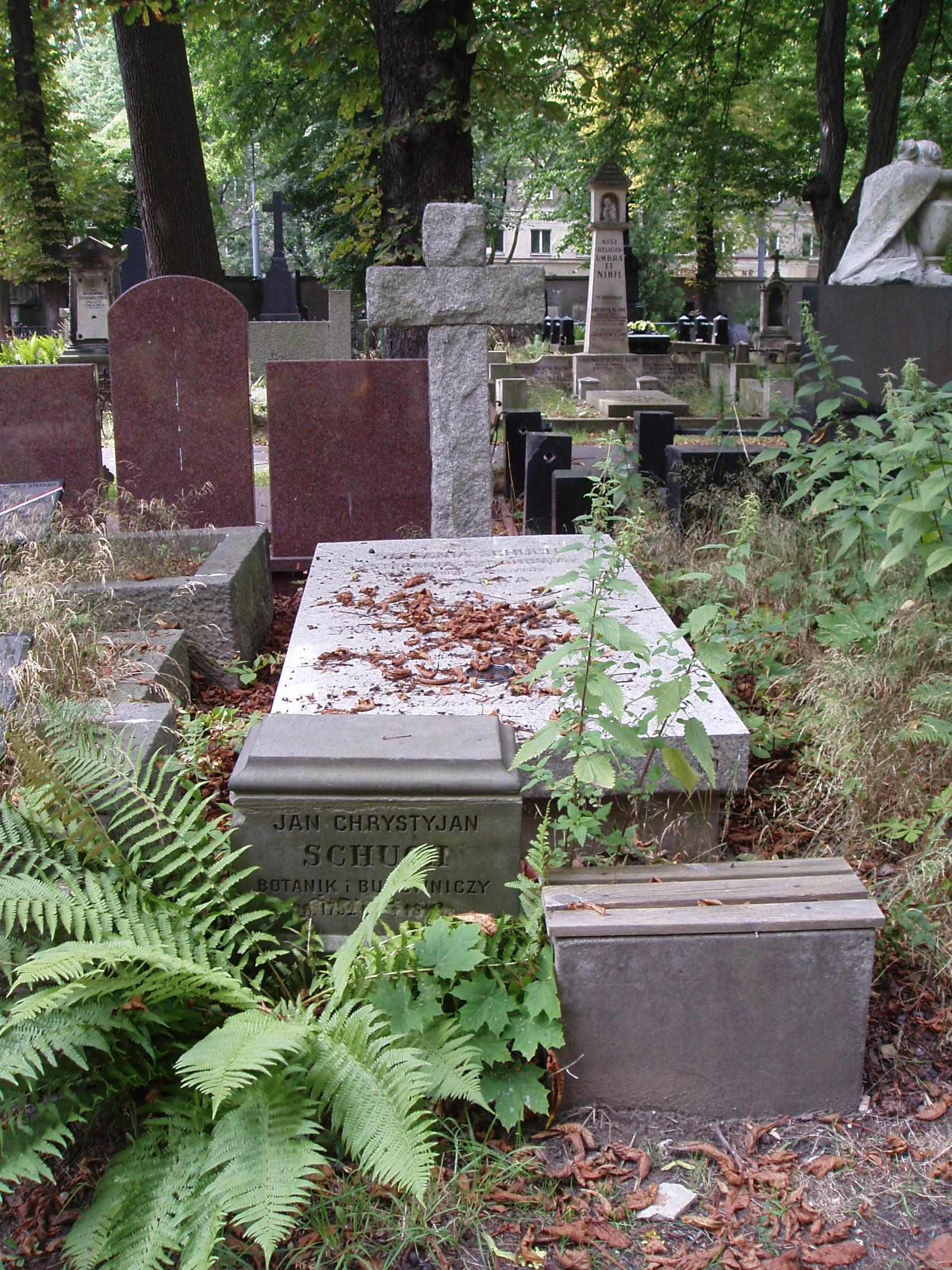
Groby Schuchów na cmentarzu ewangelicko-augsburskim w Warszawie

Jan Chrystian Schuch, właśc. Johann Christian Schuch (ur. 1752 w Dreźnie, zm. 28 czerwca 1813 w Warszawie) – niemiecki architekt i ogrodnik działający w Warszawie od 1775, wolnomularz.

## Życiorys
Ogrodnictwa uczył się początkowo od swego ojca, nadwornego ogrodnika dynastii saskiej, potem wstąpił na Akademię Sztuk Pięknych w Dreźnie, gdzie uczył się malarstwa i inżynierii cywilnej. Dla pogłębienia wiedzy wiele podróżował, odwiedził m.in. Kew, Grand Trianon i Schönbrunn. Po przybyciu do Polski w 1775 pracował dla księżnej Izabeli Lubomirskiej i hrabiego Michała Jerzego Mniszcha – jego pierwsze prace w Polsce to ogrody ks. Lubomirskiej na Mokotowie i Mniszchów w Dęblinie.
Od 1781 intendent ogrodów królewskich Stanisława Augusta Poniatowskiego. Razem z Dominikiem Merlinim i Janem Chrystianem Kamsetzerem jest autorem przebudowy Łazienek Królewskich w stylu angielskim, bowiem poprzedni ogrodnicy utrzymywali go w stylu geometrycznym. Był również autorem projektu ogrodu w Wilanowie.
Projektował osie architektoniczne w postaci placów gwiaździstych (dzisiejsze plac Zbawiciela i plac Unii Lubelskiej w Warszawie). Założył również ogród angielski w dobrach Michała Wandalina Mniszcha w Dęblinie. Zaprojektował także park pałacowy w Pęcicach. Dla zabezpieczenia majątkowego król nadał mu dużą posiadłość graniczącą od zachodu z Łazienkami, która pozostała własnością rodziny do 1831 i została skonfiskowana przez władze carskie za udział Adolfa Schucha w powstaniu listopadowym.
Schuch założył również pierwszą szkółkę drzew owocowych w Polsce, gdzie eksperymentował z różnymi nowymi metodami osłaniania drzew od mrozu, aż do niezwykle ciężkiej zimy 1802/1803, która spowodowała znaczne straty finansowe.
Po abdykacji króla w 1795 pracował dla wielu polskich arystokratycznych rodzin.
W 1811 został członkiem Towarzystwa Przyjaciół Nauk, gdzie przedstawił kilka rozpraw naukowych na różnorodne tematy.
Poślubił Ludwikę Wolską, z którą miał wiele dzieci, lecz tylko jeden syn, Adolf Schuch (1792–1880), architekt, jest znany z imienia, wnukiem jego był Stanisław Grzegorz Schuch (1892–1982, hipolog), prawnukiem Jan Schuch (1884-1941, inżynier i policjant).
Jan Chrystian Schuch zmarł w Warszawie i tu został pochowany na cmentarzu ewangelickim (al. 7 nr 15), gdzie spoczywają też jego potomkowie. Niektórzy Schuchowie zaczęli używać spolszczonej pisowni nazwiska – Szuch – już w XIX wieku.

## Upamiętnienie
- W 1922 roku jego imieniem nazwano ulicę w Warszawie[5].